# Charles Hamilton Boucher
Sir Charles Hamilton Boucher, britanski general, * 1898, † 1951.